# Hemerodromia ligata
Hemerodromia ligata är en tvåvingeart som beskrevs av James David Macdonald 1998. Hemerodromia ligata ingår i släktet Hemerodromia och familjen dansflugor. Inga underarter finns listade i Catalogue of Life.